# Дрожбин, Юрий Андреевич
Юрий Андреевич Дрожбин — советский учёный, доктор технических наук.

## Биография
Родился в 1926 году в Москве. Член КПСС.
С 1946 года — на хозяйственной, общественной и политической работе. В 1946—1986 гг. — научный сотрудник специального сектора Института химической физики Академии наук СССР, участник Семипалатинского ядерного испытания и ряда других атомных испытаний.
Лауреат Государственной премии СССР (закрытым указом).
Жил в Москве.
Приговорен к 6 годам колонии общего режима за организацию убийства собственной внучки.